# Затискач для краватки

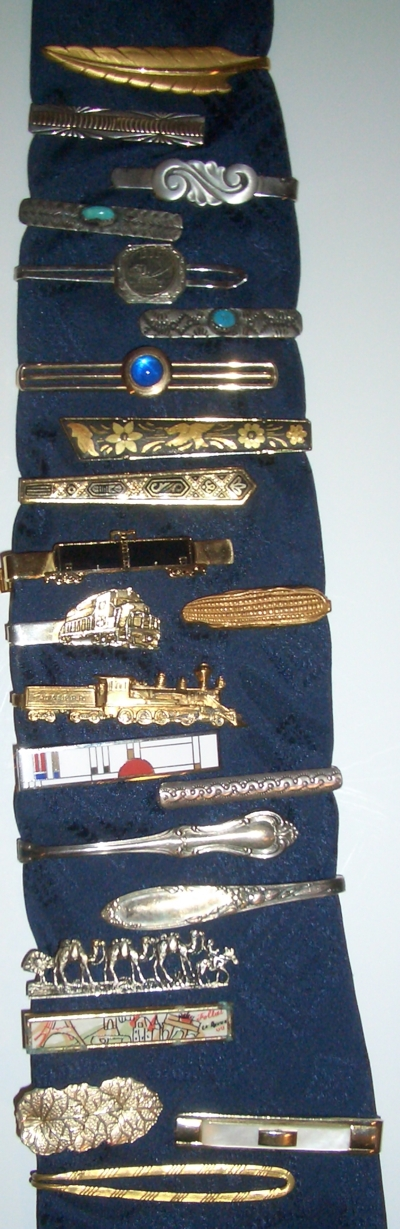

Затискач для краватки — традиційно чоловічий аксесуар, призначений для кріплення краватки до передньої частини сорочки. Затиск не дозволяє краватці вибиватися або розгойдуватися, що забезпечує більш акуратний і елегантний вигляд власника.
Затискачі для краватки зазвичай виготовляються з металу (в тому числі дорогоцінних металів — золота й срібла) і часто мають декоративні елементи та прикраси, такі як гравірування або знаки приналежності до якого-небудь клубу, політичної партії або корпорації. Деякі затискачі для краватки є витворами ювелірного мистецтва.

## Історія
Затискачі для фіксації тих чи інших елементів одягу (наприклад, шийних хусток) були відомі з глибокої давнини. Прообраз затискача для краватки з'явився в XIX столітті для фіксування краватки-стрічки, але міцно увійшов в моду в своєму сучасному вигляді в 1920-ті роки, замінивши шпильку для краватки.
У 1929 році прихильники президента США Герберта Гувера стали носити затискачі з гравіюванням у вигляді його ініціалів. Ця традиція досі популярна в США в середовищі політиків.
З 1940 року компанія The Walt Disney Company з метою зміцнення корпоративного духу випускає фірмові затискачі із зображенням мультиплікаційних персонажів для своїх співробітників.
У США затискач для краватки є однією з небагатьох ювелірних прикрас, які дозволено носити військовослужбовцям, як чоловікам, так і жінкам.

## Порядок носіння
- Затискач для краватки повинен бути розташований між третім і четвертим ґудзиком сорочки.
- Затискач повинен відповідати ширині краватки (становити від 1/2 до 3/4 ширини краватки і в жодному разі не бути ширшим за неї).
- Затискач для краватки повинен гармоніювати з колірною гамою костюма і запонками (нерідко запонки і затискач купують в комплекті).
- Затискач для краватки не носиться з жилетом, оскільки жилет сам по собі виконує його функцію.